# Escadrille Spa.152
O Escadrille Spa.152 (originalmente Escadrille N.152) foi um esquadrão de caça francês activo de 1917 a 1918 durante a Primeira Guerra Mundial. Foi creditado com a destruição de 15 aviões alemães, 27 balões de observação e um Zeppelin.

## História
O Escadrille Spa.152 foi formado sob do VII Armée em Lyon-Bron, França, a 9 de julho de 1917. Como um esquadrão de caça Nieuport, foi denominado Escadrille N.152. Em maio de 1918, o esquadrão foi re-equipado com caças SPAD e foi renomeado para Escadrille Spa.152. Em 4 de junho de 1918, foi incorporado a uma unidade improvisada que se tornou o Groupe de Combat 22, a 1 de julho de 1918. O Groupe, durante as suas operações de combate, andou a saltar entre três exércitos de campo franceses enquanto a guerra chegava ao cessar-fogo de 11 de novembro de 1918. No final da guerra, o esquadrão havia destruído 15 aviões inimigos, 27 balões de observação e um Zeppelin.

## Membros notáveis
- Tenente Léon Bourjade
- Tenente Sous Ernest Maunoury[1]